# 奥伯坎普夫站

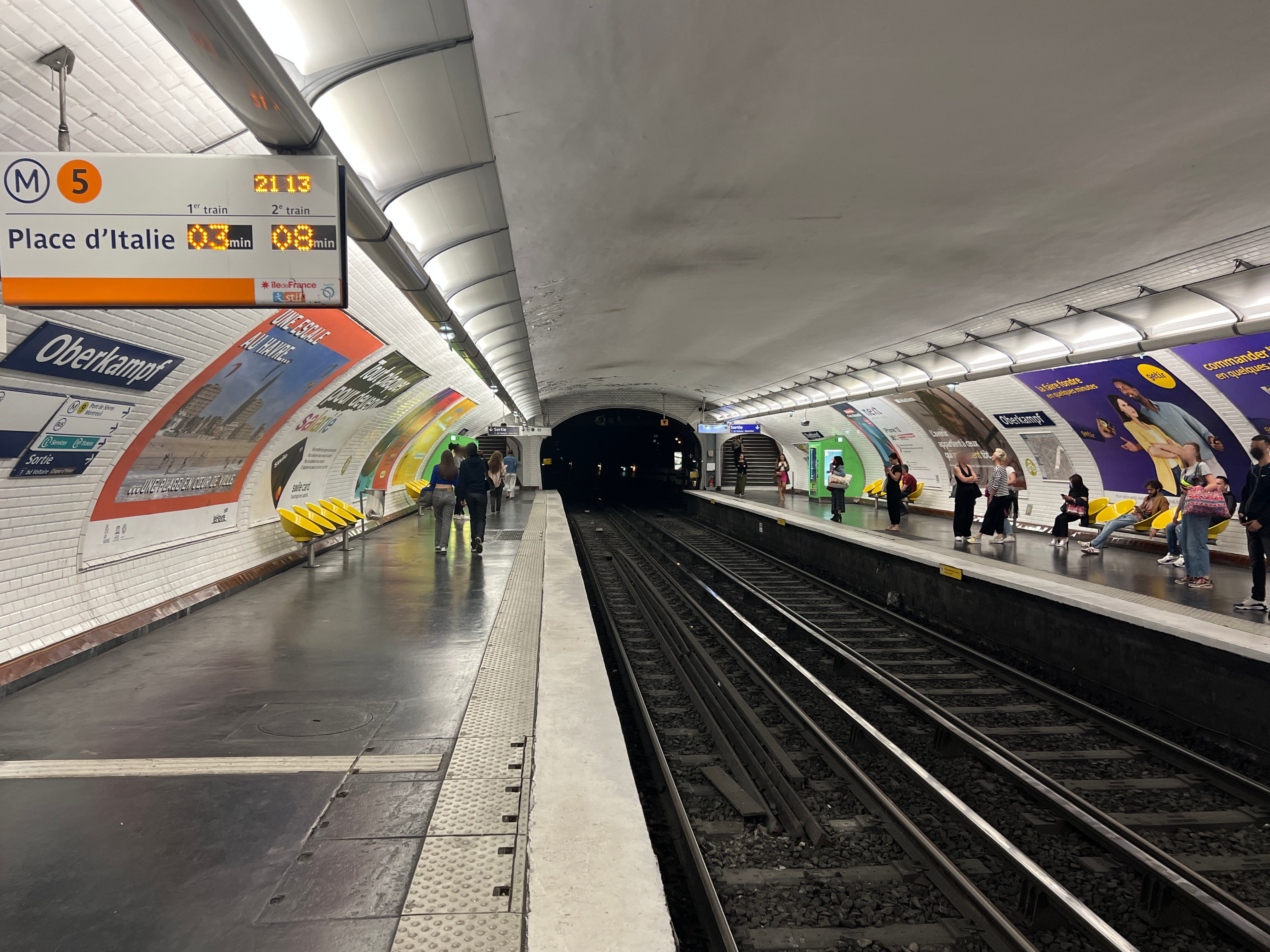
5號線月台 (2022年6月)

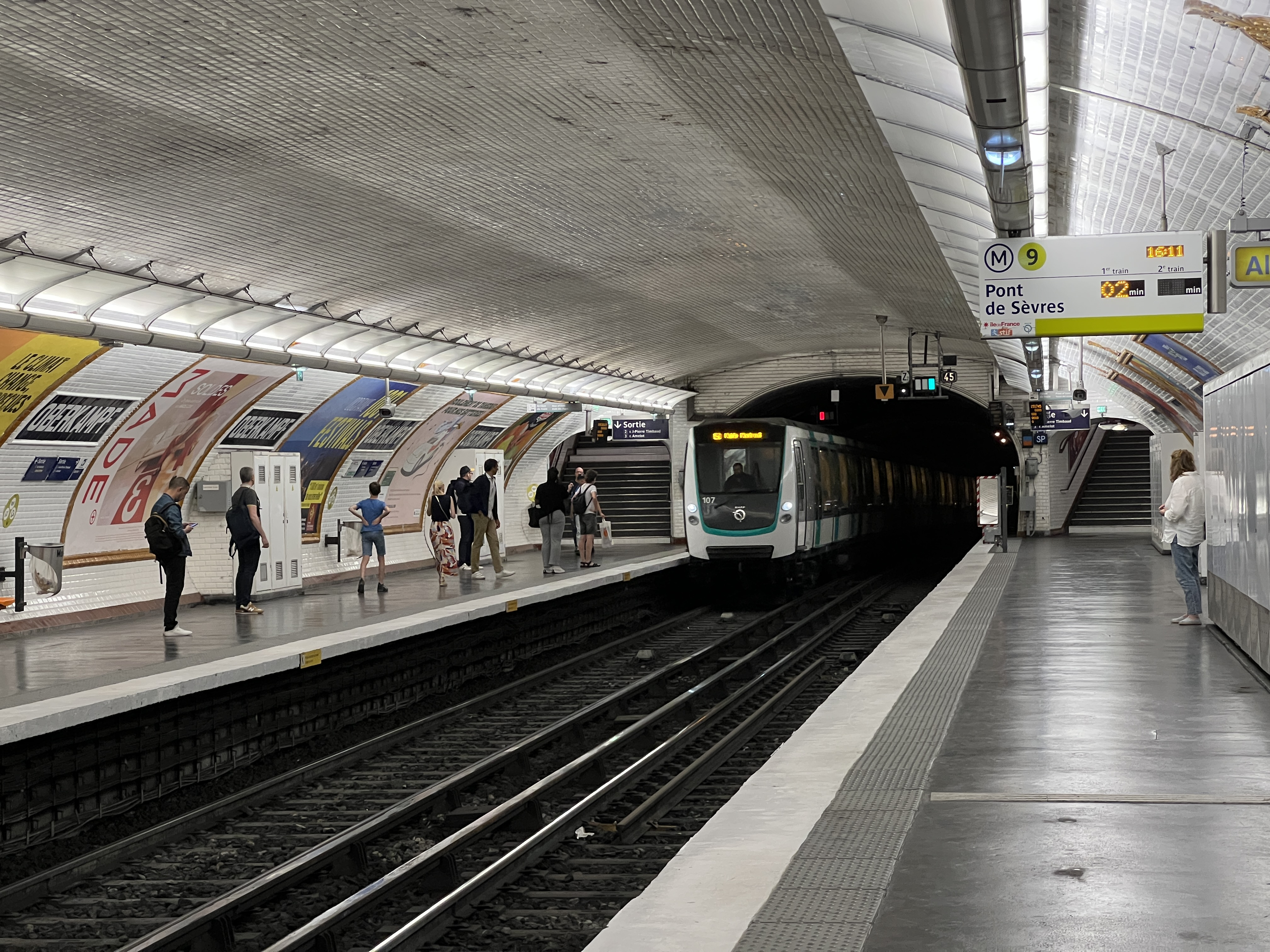
9號線月台 (2022年6月)

奥伯坎普夫站（法語：Oberkampf）是巴黎地鐵的一個車站，服務巴黎地鐵5號線和巴黎地鐵9號線。奥伯坎普夫站開業於1907年1月15日。9號線部分則在1933年12月10日開通。車站得名于奥伯坎普夫路，该路以归化法國的18世紀德國實業家克里斯托夫-菲利普·奥伯坎普夫命名。

## 車站結構
| 街道      |                    |                                  |
| B1        | 月台連接夾層       |                                  |
| 9號線月台 | 側式月台，右側開門 | 側式月台，右側開門               |
| 9號線月台 | 西行               | 往塞夫爾橋（共和）               |
| 9號線月台 | 東行               | 往蒙特勒伊市政厅（圣安布鲁瓦兹） |
| 9號線月台 | 側式月台，右側開門 |                                  |
| 5號線月台 | 側式月台，右側開門 | 側式月台，右側開門               |
| 5號線月台 | 南行               | 往意大利廣場（里夏爾-勒努瓦）    |
| 5號線月台 | 北行               | 往博比尼-巴勃羅·畢卡索（共和）   |
| 5號線月台 | 側式月台，右側開門 |                                  |

註：兩條往共和廣場的軌道在同層以同一方向行走，而5號線和9號線月台有偏差。